# Bo Ericson
Bo Ericson (28. ledna 1919, Göteborg – 14. února 1970, Karlstad) byl švédský atlet, jehož specializací byl hod kladivem, mistr Evropy z roku 1946.

## Kariéra
Na prvním poválečném mistrovství Evropy v roce 1946 zvítězil v hodu kladivem. V následující sezóně si vytvořil svůj nejlepší výkon v této disciplíně 57,19 m. V roce 1948 obsadil šesté místo v olympijské soutěži kladivářů v Londýně.